# Cupido hyrcana
Cupido hyrcana är en fjärilsart som beskrevs av Lederer 1869. Cupido hyrcana ingår i släktet Cupido och familjen juvelvingar. Inga underarter finns listade i Catalogue of Life.